# Aphaenogaster maculata
Aphaenogaster maculata é uma espécie de inseto do gênero Aphaenogaster, pertencente à família Formicidae.